# تپه اجاق قلبی سی
تپه اجاق قلبی سی مربوط به هزاره اول قبل از میلاد - سدهٔ ۸–۶ ه.ق است و در شهرستان ورزقان، بخش مرکزی، دهستان ازومدل جنوبی، ۶۰۰ متری ضلع شمالی روستای شیخملو واقع شده و این اثر در تاریخ ۲۷ اسفند ۱۳۸۷ با شمارهٔ ثبت ۲۶۴۰۳ به‌عنوان یکی از آثار ملی ایران به ثبت رسیده است.